# Italo Calvino

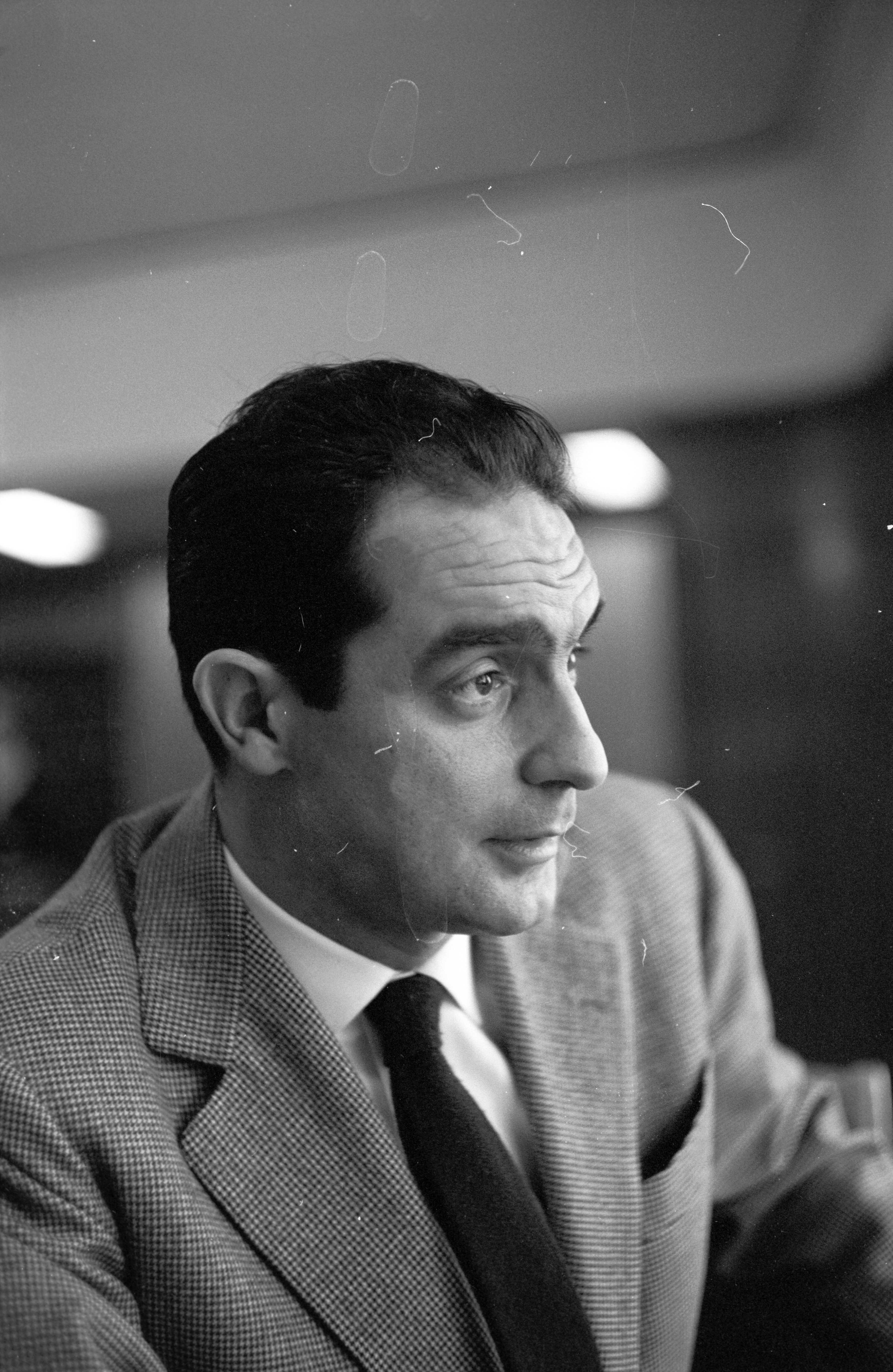
Italo Calvino, Oslo 1961

Italo Calvino (* 15. Oktober 1923 in Santiago de las Vegas, Provinz Havanna, Kuba; † 19. September 1985 in Siena, Italien) war einer der bedeutendsten italienischen Schriftsteller der zweiten Hälfte des 20. Jahrhunderts. Viele seiner Bücher sind heute in Italien Volksgut und Schullektüre.

## Leben

### Jugendjahre und Zweiter Weltkrieg
Italo Calvino wurde auf Kuba geboren, wo seine Eltern zeitweilig arbeiteten. Er wuchs ab seinem zweiten Lebensjahr in Sanremo als Sohn eines angesehenen Agrarwissenschaftlers und einer Botanikerin auf. Das Milieu seines Elternhauses war – im Gegensatz zum katholischen und faschistischen Italien – aufgeklärt agnostisch und nonkonformistisch, vor allem aber geprägt vom Geist der naturwissenschaftlichen, hier speziell der biologisch-ökologischen Forschung und Praxis. Der Vater leitete eine Forschungsstation für Blumenzucht, die Mutter arbeitete für das Botanische Institut der Universität Pavia. So lag es nahe, dass der junge Calvino, obwohl er sich schon während der Schulzeit mehr für Literatur, Theater und Kino interessierte, 1941 ein Studium der Agrarwissenschaft an der Universität Turin begann und auch erfolgreich einige Examina absolvierte. Nach dem Waffenstillstand am 8. September 1943 und dem Frontwechsel Italiens unter der Regierung Badoglio verbrachte er einige Monate in Sanremo in einem Versteck, um sich der Einberufung in die Armee der faschistischen Republik von Salò zu entziehen. Während dieser Zeit reifte sein anarchisch grundierter Nonkonformismus zu einem dezidierten Antifaschismus. 1944 schloss er sich mit seinem jüngeren Bruder Floriano der im Untergrund tätigen Kommunistischen Partei Italiens und deren Partisanengruppe „Brigate Garibaldi“ an, mit denen er unter dem Decknamen „Santiago“ in den ligurischen Bergen gegen die faschistischen Milizen und die deutschen Besatzer kämpfte. Seine Eltern wurden dafür von den Deutschen bis Kriegsende in Sippenhaft genommen. Noch im März 1945 nahm er an der Schlacht von Bajardo teil, einer der letzten des Partisanenkrieges, worüber er fast 30 Jahre später in seiner Erzählung Erinnerung an eine Schlacht eindringlich berichtete.

### Nachkriegszeit
Nach dem Krieg studierte Calvino Literaturwissenschaft in Turin und erlangte seine laurea 1947 mit einer Arbeit über Joseph Conrad. Zugleich begann er, seine Erfahrungen in der Resistenza literarisch zu verarbeiten, schrieb erste Erzählungen und einen Roman, blieb aber auch aktiv in der KPI, verfasste Artikel für diverse Zeitungen und engagierte sich für den linksliberalen Verlag Einaudi, zuerst als fliegender Buchverkäufer, dann in der Presse- und Werbeabteilung, schließlich im Lektorat. So gelangte er in den Kreis um die Schriftsteller Cesare Pavese und Elio Vittorini, zu dem auch Natalia Ginzburg, Norberto Bobbio gehörten. Sein wichtigster Förderer war jedoch Pavese, der sein literarisches Talent entdeckte, ihn wegen seines leichten und beweglichen Stils als „Eichhörnchen der Feder“ charakterisierte und dafür sorgte, dass sein erster Roman, Il sentiero dei nidi di ragno (dt. Wo Spinnen ihre Nester bauen), 1947 bei Einaudi erschien. Im Vorwort zur Ausgabe von 1964 dieses neorealistischen Romans betont Calvino den autobiografischen Bezug: Er selbst sei der kleine Junge Pin gewesen, während z. B. die Figur des Comandante Ferriera in dieser Partisanengeschichte die Züge seines damaligen Brigadeführers Guglielmo Giuseppe Vittorio getragen habe.
In den folgenden zwei Jahren arbeitete Calvino als Kulturredakteur der KPI-Zeitungen L’Unità und Rinascita. Anfang 1950 ging er zurück zu Einaudi, wieder gefördert von Pavese (der sich jedoch am 27. August das Leben nahm, wodurch Calvino seinen wichtigsten Freund und „ersten Leser“ verlor), und trat dort eine Stelle als Lektor an, die er – ab 1961 als „externer literarischer Konsulent“ – bis zu seinem Tod behalten sollte.

### 1950er-Jahre

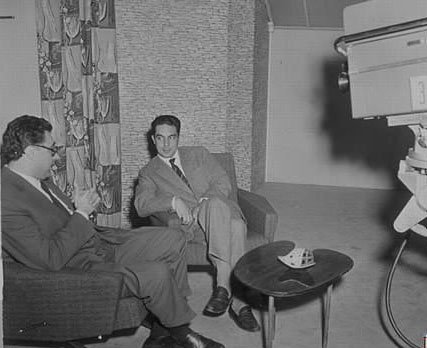
Luigi Silori und Italo Calvino von der RAI, 1958

1951 unternahm Calvino als Mitglied der KPI eine mehrmonatige Reise in die Sowjetunion, über die er in einem Reisetagebuch berichtete, das ihm seinen ersten Literaturpreis einbrachte. Es folgten weitere Erzählungen und der Roman Il visconte dimezzato (1952, dt. Der geteilte Visconte), mit dem er sich einer neuen Gattung zuwenden sollte – der allegorisch-phantastischen Literatur. Zugleich vertiefte er sich in ein Projekt ganz anderer Art, das ihn mehrere Jahre lang beschäftigte: eine Sammlung italienischer Volksmärchen, die er älteren akademischen Publikationen von Sammlern und Volkskundlern entnahm und aus den verschiedenen italienischen Dialekten in ein allgemeinverständliches Italienisch übersetzte. Heute sind Calvinos 1956 veröffentlichte Fiabe italiane (Italienische Märchen) in Italien ein Hausbuch ähnlich den Märchen der Brüder Grimm im deutschsprachigen Raum.
In denselben Jahren geriet Calvino immer mehr in Konflikt mit der herrschenden Linie der KPdSU und der von ihr abhängigen KPI. Was ihm vorschwebte, war jedoch keine Abkehr von den Ideen des Kommunismus, sondern eine Reform oder gar Neugründung der Partei im Geiste eines demokratischen Kommunismus, ähnlich den parallelen Bestrebungen in Polen, Ungarn und anderen „Volksrepubliken“. Nach der Niederschlagung erst des Posener Aufstands im Juni 1956 durch die polnische Armee und dann des Aufstands in Budapest und ganz Ungarns durch den Einmarsch der Roten Armee im Oktober 1956 war Calvinos Enttäuschung so groß, dass er schließlich im August 1957 offiziell aus der KPI austrat. Seine (bald darauf berühmt gewordene) Austrittserklärung wurde in der Parteizeitung L’Unità veröffentlicht. Trotz alledem blieb Calvino auch in den folgenden Jahren, bei aller Distanz, ein ernstzunehmender Gesprächspartner für besonnene KPI-Führer wie Enrico Berlinguer.
1957 erschien der Roman Il barone rampante (dt. Der Baron auf den Bäumen), mit dem Calvino auch international bekannt wurde, was sich noch verstärkte, als 1959 der allegorisch-phantastische Roman Il cavaliere inesistente (dt. Der Ritter, den es nicht gab) erschien. Zusammen mit dem Visconte dimezzato von 1952 bilden diese Romane eine Trilogie, die unter dem Titel I nostri antenati (dt. Unsere Vorfahren) bekannt und oft nachgedruckt worden ist. Im November 1959 brach Calvino dank eines Stipendiums der Ford Foundation zu einer knapp sechsmonatigen Amerikareise auf, die er gut zur Hälfte in New York verbrachte, wo er sich sehr wohl fühlte. („New York ist meine Stadt“, schrieb er begeistert an die Freunde im Verlag Einaudi.)

### 1960er- und 1970er-Jahre
1962 lernte er in Paris die argentinische Dolmetscherin Esther Judith Singer, genannt Chichita, kennen, die bei der UNESCO und anderen internationalen Behörden arbeitete; zwei Jahre später heirateten sie auf Kuba, wo Calvino 1964 seinen Geburtsort besuchte und u. a. mit Ernesto Che Guevara zusammentraf (dem er nach dessen Tod 1967 einen Nachruf schrieb). Nach der Rückkehr bezog er mit seiner Frau eine Wohnung in Rom, wo 1965 Tochter Giovanna geboren wurde. 1966 starb sein Freund und Förderer Elio Vittorini, wodurch Calvino in eine „intellektuelle Depression“ verfiel, die er selbst als eine wichtige Zäsur in seinem Leben beschrieb: „Ich hörte auf, jung zu sein [...]. Ich war sehr lange jung gewesen, vielleicht zu lange, und nun spürte ich, dass ich mein Alter beginnen musste, jawohl, mein Alter, vielleicht in der Hoffnung, es dadurch zu verlängern, dass ich es früh beginne.“
Die Jahre 1967–1980 verbrachte Calvino in Paris, wo er von seinen französischen Freunden den Spitznamen „L’ironique amusé“ erhielt, sich selbst jedoch eher als „Eremit“ vorkam, wie er später in dem autobiographischen Text Eremit in Paris schrieb (postum 1994 in dem gleichnamigen Band veröffentlicht). Als „amüsierter Ironiker“ frequentierte er die literarischen Zirkel, begegnete so berühmten Autoren wie Roland Barthes und Claude Lévi-Strauss und interessierte sich insbesondere für das Ouvroir de littérature potentielle (Oulipo), dessen Mitbegründer Georges Perec und vor allem Raymond Queneau sein weiteres Schaffen stark beeinflussten. In dieser Zeit entstanden die „kombinatorischen“ Bücher Il castello dei destini incrociati (1969, eine locker-ernste Spielerei mit dem narrativen Potential von Tarotkarten) und Le città invisibili (1972, ein singuläres, hochkomplexes, sich allen Gattungseinordnungen widersetzendes Stück Literatur, das aus 55 Miniaturen nach Art von Prosagedichten in einer Rahmenerzählung besteht und am ehesten als ein modern-gebrochenes „Weltpoem“ mit fernen Anklängen an Dante definiert werden könnte). Inzwischen war Calvino längst auch ein international bekannter Autor, die englische Übersetzung der Unsichtbaren Städte (The Invisible Cities, übersetzt von William Weaver, New York 1974) avancierte rasch zu einem Kultbuch in amerikanischen Campus- und Literatenkreisen – und ist es bis heute geblieben, siehe die amerikanischen Websites zu Calvino (z. B. unten unter Weblinks Nr. 1 und 2). 1975 wurde Calvino zum auswärtigen Ehrenmitglied (Foreign Honorary Member) der American Academy of Arts and Letters gewählt, 1976 erhielt er den Österreichischen Staatspreis für Europäische Literatur. In den folgenden Jahren bereiste er Japan, den Iran und Mexiko und hielt Gastvorlesungen an diversen amerikanischen Universitäten. 1979 erschien sein komplexester Roman, von den Kritikern gern auch Meta-Roman genannt: Se una notte d’inverno un viaggiatore (deutsch Wenn ein Reisender in einer Winternacht, 1983), der auch außerhalb Italiens sein vielleicht größter Erfolg wurde – ein Spiel mit nahezu allen literarischen Gattungen des 20. Jahrhunderts.

### Letzte Jahre
1980 kehrte Calvino nach Rom zurück. Sein letztes zu Lebzeiten von ihm selbst veröffentlichtes Buch, Palomar, 1983 (deutsch Herr Palomar, 1985), ist eine Sammlung von 27 (3 × 3 × 3) kurzen Texten über das Alltagsleben eines Herrn, der viele Züge mit dem Autor gemeinsam hat: Wie Calvino lebt Herr Palomar abwechselnd in Rom („über den Dächern der Stadt“) und in der Pineta di Roccamare an der toskanischen Küste, wie Calvino hat er den Iran, Mexiko und Japan bereist, und auch sonst hat er vieles mit ihm gemeinsam (so dass es unter den „Calvinisten“ zu einer veritablen akademischen Debatte über die Frage kam, ob Herr Palomar ein Alter Ego des Autors sei oder nicht).
Im Herbst 1984 erhielt Calvino die Einladung, im Wintersemester 1985/86 die renommierten Charles Eliot Norton Poetry Lectures an der Harvard-Universität zu halten, eine Auszeichnung, die jährlich ein Mal an internationale Künstler aller Kunstgattungen vergeben wird. Das letzte Dreivierteljahr seines Lebens verbrachte Calvino daher mit der Ausarbeitung dieser Poetik-Vorlesungen, die er zu einer Art Manifest seiner Idee von Literatur am Ende des 20. Jahrhunderts machen wollte. Unter dem Arbeitstitel Six Memories for the Next Millennium wollte er sichten und resümieren, was seiner Meinung nach aus der Literatur des ausgehenden Jahrtausends in das neue Millennium mitgenommen und weitergeführt werden sollte. Fünf dieser sechs Harvard-Vorlesungen waren fertig geworden, als er am 6. September 1985 einen Schlaganfall erlitt und in ein Koma fiel, aus dem er bis zu seinem Tod am frühen Morgen des 19. September im damaligen Krankenhaus von Siena Santa Maria della Scala nicht mehr erwachte. Die italienische Öffentlichkeit verfolgte sein Sterben mit außergewöhnlicher Aufmerksamkeit. Täglich brachten die Zeitungen ausführliche ärztliche Bulletins über Calvinos Zustand. Und am Tag nach seinem Tod erschienen die meisten Blätter mit mehreren Seiten ausführlicher Würdigungen und Nachrufe. In der Zeitung La Repubblica, für die Calvino häufig geschrieben hatte, waren acht Seiten ausschließlich dem Thema „La scomparsa di Calvino“ gewidmet.
Als die Harvard-Vorlesungen 1988 unter dem Titel Lezioni americane: Sei proposte per il prossimo millennio erschienen, wurden sie in Italien zu einem Bestseller, der auch an Bahnhöfen und Tankstellen zu haben war.
Calvinos Grab liegt auf dem Friedhof von Castiglione della Pescaia, einem Ort an der Maremma-Küste westlich von Grosseto.

## Politischer Autor
Der Band Eremit in Paris: Autobiographische Blätter enthält neben autobiographischen Schriften auch eine Reihe von Aufsätzen zu Politik und Zeitgeschichte (Eine Kindheit unterm Faschismus, Mein 25. April 1945, Bin auch ich Stalinist gewesen?, Der Sommer 1956) sowie das Tagebuch seiner Amerika-Reise im Winter 1959/60, in dem Calvino nicht nur schildert, was ihm zu den amerikanischen Lebensweisen und Bräuchen einfällt, sondern auch sehr lebendig eine rassistische Demonstration in Alabama und eine kurze Begegnung mit Martin Luther King beschreibt.
Auch in vielen seiner Erzählungen aus der Zeit des antifaschistischen Widerstands und der Nachkriegsjahre werden seine politischen Ansichten deutlich, so etwa in der Allegorie Die große Flaute in den Antillen (in dem postumen Sammelband Ein General in der Bibliothek), in der Calvino im Schutz der Maske des Erzählers den Immobilismus der KPI gegenüber den Christdemokraten im Italien von 1957 kritisiert.

## Ehrungen
- 1947: Für seinen Debütroman Il sentiero dei nidi di ragno wird der renommierte Premio Riccione erstmals an Italo Calvino vergeben, obwohl dieser Preis ausschließlich für Theaterautoren gedacht ist.
- 1963: Premio Veillon, für La giornata d’uno scrutatore
- 1970: Ditmar Award, in der Kategorie „Internationale Science-Fiction“ für Cosmicomics
- 1972: Antonio-Feltrinelli-Preis der Accademia dei Lincei
- 1981: Mitglied der Ehrenlegion[14]
- 1982: Auszeichnung für sein Lebenswerk bei den World Fantasy Awards
- 2004: Die Stadt Köln erwählt seinen Roman Wenn ein Reisender in einer Winternacht zum „Buch für die Stadt“.
- 2009: Ein Krater mit ca. 67 km Durchmesser auf dem Planeten Merkur erhält ihm zu Ehren den Namen Calvino.

Vor seinem überraschenden Tod galt Calvino als aussichtsreicher Anwärter auf den Literaturnobelpreis.

## Werke
- Il sentiero dei nidi di ragno. Einaudi, Turin 1947.
  - Deutsch: Wo Spinnen ihre Nester bauen. Übers. v.  Heinz Riedt. S. Fischer, Frankfurt a. M. 1965.
  - Neuübers. von Thomas Kolberger. Hanser, München 1992.
- Ultimo viene il corvo. Einaudi, Turin 1949.
  - Deutsch: Zuletzt kommt der Rabe. Erzählungen, übers. v. Nino Erné, Julia M. Kirchner und Caesar Rymarowicz. Volk und Welt, Berlin (DDR) 1979.
- I nostri antenati (dt. Unsere Vorfahren):

- Il visconte dimezzato. Einaudi, Turin 1952.
  - Deutsch: Der geteilte Visconte. Roman. Übers. v. Oswalt von Nostitz. S. Fischer, Frankfurt/M. 1957.

- Il barone rampante. Einaudi, Turin 1957.
  - Deutsch: Der Baron auf den Bäumen. Roman, übers. v. Oswalt v. Nostitz. S. Fischer, Frankfurt/M. 1960.

- Il cavaliere inesistente, Einaudi, Turin 1959.
  - Deutsch: Der Ritter den es nicht gab. Roman. Übers. v. Oswalt v. Nostitz, S. Fischer, Frankfurt/M. 1963 (spätestens seit 1987 auf Deutsch nur noch u.d.T.: Der Ritter, den es nicht gab).

- Fiabe Italiane. Einaudi, Turin 1956.
  - Deutsch: Italienische Märchen. Auswahl, übers. v. Lisa Rüdiger. Manesse, Zürich 1975.
  - Deutsch: Die Braut, die von Luft lebte, und andere italienische Märchen. Auswahl, übers. v. Burkhart Kroeber. Hanser, München 1993.
    - Neuausgabe beider Auswahlen in einem Band: Italienische Märchen. Fischer TB, Frankfurt/M. 2014.
- I racconti. Einaudi, Turin 1958.
  - Deutsch: Erzählungen, Volk und Welt, Berlin (DDR) 1979, zusammengestellt aus Teilübersetzungen von Nino Erné, Die überfallene Konditorei, Nymphenburger, München 1960, von Julia M. Kirchner, Erzählungen, Suhrkamp, Frankfurt/M. 1964, und von Caesar Rymarowicz, Das giftige Kaninchen, Volk und Welt, Berlin (DDR) 1964.
- La giornata di uno scrutatore. Einaudi, Turin 1963.
  - Deutsch: Der Tag eines Wahlhelfers. Übers. von Heinz Riedt. S. Fischer, Frankfurt/M. 1964.
- Marcovaldo ovvero le stagioni in città, Einaudi, Turin 1963.
  - Deutsch: Teilübersetzungen von Julia M. Kirchner: Marcovaldo oder Abenteuer eines einfachen Mannes in der Stadt, nach dem Kalender erzählt. S. Fischer, Frankfurt/M. 1967, und Heinz Riedt, Marcovaldo oder Die Jahreszeiten in der Stadt. Frankfurt/M. 1967.
- Le Cosmicomiche. Einaudi, Turin 1965.
  - Erweiterte Neuausgabe: Cosmicomiche, vecchie e nuove. Garzanti, Mailand 1984.
    - Deutsch: Cosmicomics. Übers. v. Burkhart Kroeber. Hanser, München 1989.
      - Taschenbuchausgabe in zwei Bänden: Das Gedächtnis der Welten und Auf den Spuren der Galaxien. dtv, München 1991 und 1992.

    - Neuausgabe, erweitert um drei Geschichten: Alle Cosmicomics. Fischer TB, Frankfurt/M. 2015.
- La nuvola di smog e La formica argentina. Einaudi, Turin 1965; La formica argentin zuerst in: Botteghe Oscure. Nr. 10, 1952.
  - Deutsch: Die argentinische Ameise und andere Erzählungen. Übers. v. Helene Moser. Benziger, Zürich/Köln 1972.
- Gli amori difficili, 1970.
  - Deutsch: Schwierige Liebschaften. Gesammelte Erzählungen. Mit Nachwort v. Volker Breidecker. Hanser, München 2013, ISBN 978-3-446-24325-5; enthält die bereits erschienenen Übersetzungen der Racconti. Ergänzt um einige Erstübersetzungen von Burkhart Kroeber.
- Orlando furioso di Ludovico Ariosto raccontato da Italo Calvino. Einaudi, Turin 1970.
  - Deutsch: Ludovico Ariosts Rasender Roland, nacherzählt von Italo Calvino. Mit ausgewählten Passagen des Originals in der Verdeutschung von Johann Diederich Gries. Übersetzt, eingerichtet und kommentiert von Burkhart Kroeber (= Die Andere Bibliothek, Bd. 232). Eichborn, Frankfurt/M. 2004.
- Le città invisibili. Einaudi, Turin 1972.
  - Deutsch: Die unsichtbaren Städte. „Roman“, übers. v. Heinz Riedt. Hanser, München 1977.
  - Neu übers. v. Burkhart Kroeber. Hanser, München 2007.
- Il castello dei destini incrociati. Einaudi, Turin 1973.
  - Deutsch: Das Schloß, darin sich Schicksale kreuzen. Erzählung. Übers. v. Heinz Riedt. Hanser, München 1978.
- Se una notte d’inverno un viaggiatore. Einaudi, Turin 1979.
  - Deutsch: Wenn ein Reisender in einer Winternacht. Roman. Übers. v. Burkhart Kroeber. Hanser, München 1983.
- Una pietra sopra. Discorsi di letteratura e società. Einaudi, Turin 1980.
  - Deutsch: Kybernetik und Gespenster. Überlegungen zu Literatur und Gesellschaft. Auswahl, übers. v. Susanne Schoop. Hanser, München 1984.
- Palomar. Einaudi, Turin 1983.
  - Deutsch: Herr Palomar. Übers. v. Burkhart Kroeber, Hanser, München 1985.

### Postum erschienene Werke
- Sotto il sole giaguaro. Garzanti, Mailand 1986.
  - Deutsch: Unter der Jaguar-Sonne. Übers. v. Burkhart Kroeber. Hanser, München 1987.
- Lezioni americane: sei proposte per il prossimo millennio. 1988.
  - Deutsch: Sechs Vorschläge für das nächste Jahrtausend. Harvard-Vorlesungen. Übers. v. Burkhart Kroeber. Hanser, München 1991.
- La strada di San Giovanni. Garzanti, Mailand 1990.
  - Deutsch: Die Mülltonne und andere Geschichten. Übers. v. Burkhart Kroeber. Hanser, München 1994.
    - Neuausgabe Der Weg nach San Giovanni und andere Geschichten. Fischer TB, Frankfurt/M. 2016.
- Perché leggere i classici. Mondadori, Mailand 1991.
  - Deutsch: Warum Klassiker lesen? Übers. v. Barbara Kleiner und Susanne Schoop. Hanser, München 2003.
- Prima che tu dica „Pronto“. Mondadori, Mailand 1993.
  - Deutsch: Ein General in der Bibliothek und andere Erzählungen. Übers. v. Burkhart Kroeber. Hanser, München 2004.
- Eremita a Parigi: pagine autobiografiche. Mondadori, Mailand 1994.
  - Deutsch: Eremit in Paris: Autobiographische Blätter. Übers. v. Burkhart Kroeber und Ina Martens. Hanser, München 1997.

### Briefe
- I libri degli altri (Lettere 1947–1981), hrsg. v. Giovanni Tesio, Einaudi, Turin 1999.
- Lettere (1940–1985), hrsg. v. Luca Baranelli, Mondadori, Mailand 2000.
  - Deutsch: Ich bedaure, daß wir uns nicht kennen. Briefe 1941–1985, Auswahl aus beiden Bänden, ausgewählt und kommentiert v. Franziska Meier, übers. v. Barbara Kleiner, Hanser, München 2007.

### Opernlibretti
- 1980 schrieb Calvino einen Text zu Mozarts unvollendetem Singspiel Zaide für das Batignano-Festival, wo die Oper in seiner Bearbeitung 1981 aufgeführt wurde: Testo per Zaide di Mozart.
  - Deutsch: Mozarts Zaide. Eine Geschichte von Liebe und Abenteuern. Übers. v. Burkhart Kroeber, illustriert von Quint Buchholz. Hanser, München 1991.
- Außerdem verfasste Calvino das Libretto Un re in ascolto für Luciano Berio. Berio veränderte jedoch den Text so sehr, dass Calvino nicht zur Uraufführung (Salzburger Festspiele, 1984) reiste, weil von seinem Entwurf „nur noch der Titel“ übriggeblieben sei.
  - Deutsch: Ein König horcht. Übers. v. Burkhart Kroeber. Universal Edition, Wien 1984.

## Film- und Radioportraits
- Italo Calvino, der Schriftsteller auf den Bäumen. Regie: Duccio Chiarini, 52 Minuten, Arte/Rai, Frankreich/Italien 2023.
- Sechs Worte Ewigkeit. Italo Calvino und die Suche nach einer unsterblichen Literatur, von Konstantin Schönfelder, 34 Minuten, DLF Kultur, Erstsendung: 29. Dezember 2023.[16]

### Englischsprachige Links zu Calvinos Werk
- Italo Calvino. In: Libyrinth. Archiviert vom Original am 11. April 2013; abgerufen am 9. Januar 2016 (englisch).
- Petri Liukkonen: Italo Calvino (1923–1985). Archiviert vom Original am 5. Dezember 2014; abgerufen am 9. Januar 2016 (englisch).
- A Few Words About Italo Calvino. In: Great Science-Fiction & Fantasy Works. Abgerufen am 9. Januar 2016 (englisch).
- Italo Calvino. In: The Guardian. 22. Juli 2008, abgerufen am 9. Januar 2016 (englisch).